# 시에라리온고분지커피나무
시에라리온고분지커피나무(학명: Coffea stenophylla, 영어: highland coffee of Sierra Leone)는 커피나무속에 속하는 식물로 서아프리카가 원산지이다.

## 어원
시에라리온고분지커피나무의 학명은 그리스어로 '좁은 잎'이라는 뜻에서 유래되었다.